# Vaceuchelus delpretei
Vaceuchelus delpretei is een slakkensoort uit de familie van de Chilodontaidae. De wetenschappelijke naam van de soort is voor het eerst geldig gepubliceerd in 1888 door Caramagna.